# Hymenophyllum foersteri
Hymenophyllum foersteri är en hinnbräkenväxtart som beskrevs av Eduard Rosenstock. Hymenophyllum foersteri ingår i släktet Hymenophyllum och familjen Hymenophyllaceae. Inga underarter finns listade.